# Рагнар Нурксе
Рагнар Нурксе (на естонски: Ragnar Nurkse) е естонски икономист, работил през голяма част от живота си в Швейцария и Съединените щати.
Роден е на 5 октомври 1907 година в Кяру, Лифландска губерния, в семейството на управител на имение. Учи в Тартуския университет, а през 1932 година завършва икономика в Единбургския университет. След специализация във Виенския университет, от 1934 година работи като финансов анализатор в Обществото на народите в Женева. През 1945 година заминава за Съединените щати, където преподава в Колумбийския университет, а от 1958 година – в Принстънския университет. Работи главно в областта на икономиката на развитието.
Рагнар Нурксе умира във Вьове на 6 май 1959 година.